# メタンジアミン
メタンジアミン（英語: methanediamine）は、化学式が CH2(NH2)2 の最も単純なジアミンである。メタンジアミンは溶液中で一時的しか存在できないが、その塩酸塩は1914年から化学合成に使われてきた。塩酸塩はアミノ酸から一級アミドを合成するのに有用である。
メチルアミンとアンモニアは冷たい分子雲に似た条件下でエネルギー電子に晒されると反応してメタンジアミンを生成する。メタンジアミンはN-C-N結合のある最も単純な分子であるため、核酸塩基のようなN-C-N結合を含む複素環式化合物の生成（生命の起源）において不可欠な中間体である可能性がある。